# Trail-Orienteering-Weltmeisterschaften
Die Trail-Orienteering-Weltmeisterschaften (engl. World Trail Orienteering Championships, kurz WTOC) werden vom Orientierungslauf-Weltverband (IOF) seit 2004 ausgetragen. Sie finden seitdem jährlich meist parallel zu den Orientierungslauf-Weltmeisterschaften zu Fuße statt.
Das Wettkampfprogramm umfasst folgende vier Wettbewerbe:
- PreO, Paralympische Klasse (für Menschen mit Behinderung)
- PreO, Offene Klasse (für Menschen ohne Behinderung)
- PreO, Mannschaftswettbewerb
- TempO (seit 2013).

Eine Unterteilung nach Geschlechtern findet nicht statt.

## Austragungsorte
| Nr. | Jahr | Datum             | Austragungsland        | Austragungsort    |
| --- | ---- | ----------------- | ---------------------- | ----------------- |
| 1   | 2004 | 15.–18. September | Schweden               | Västerås          |
| 2   | 2005 | 9.–12. August     | Japan                  | Aichi             |
| 3   | 2006 | 9.–14. Juli       | Finnland               | Joensuu           |
| 4   | 2007 | 17.–26. August    | Ukraine                | Kiew              |
| 5   | 2008 | 12.–16. Juli      | Tschechien             | Olomouc           |
| 6   | 2009 | 18.–23. August    | Ungarn                 | Miskolc           |
| 7   | 2010 | 8.–13. August     | Norwegen               | Trondheim         |
| 8   | 2011 | 13.–20. August    | Frankreich             | Savoie            |
| 9   | 2012 | 6.–9. Juni        | Vereinigtes Königreich | Tentsmuir         |
| 10  | 2013 | 6.–14. Juli       | Finnland               | Vuokatti          |
| 11  | 2014 | 5.–13. Juli       | Italien                | Trentino          |
| 12  | 2015 | 22.–28. Juni      | Kroatien               | Zagreb            |
| 13  | 2016 | 20.–28. August    | Schweden               | Strömstad & Tanum |
| 14  | 2017 |                   |                        |                   |
| 15  | 2018 |                   |                        |                   |
| 16  | 2019 |                   |                        |                   |
| 17  | 2022 |                   |                        |                   |
| 18  | 2023 |                   |                        |                   |